# Wilhelm Riefstahl

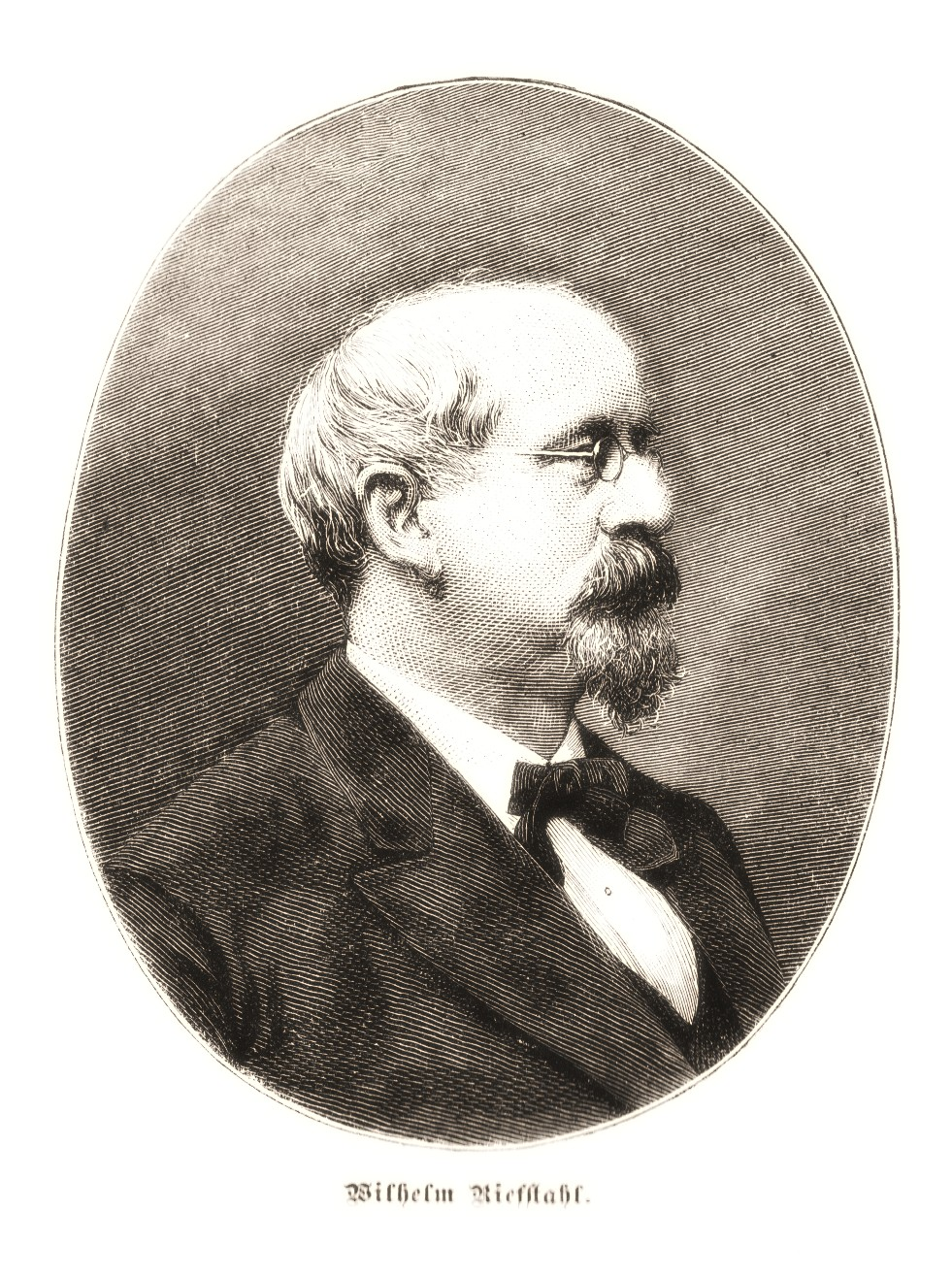

Wilhelm Ludwig Friedrich Riefstahl (* 15. August 1827 in Neustrelitz; † 11. Oktober 1888 in München) war ein deutscher Landschaftsmaler und Direktor der Karlsruher Kunstschule.

## Leben und Werk
Wilhelm Riefstahl wurde als Sohn eines Schnürleibmachers geboren. 1843 zog er nach Berlin, um bei dem Lithografen Gropius zu lernen und gleichzeitig Unterricht an der Akademie der Künste zu nehmen.
Die Eindrücke seiner ersten Studienreise nach Rügen wirkten nachhaltig auf ihn und bestimmten ihn, in der Landschaftsmalerei das Stimmungsbild zu pflegen. Später bereiste er Westfalen, den Rhein, Oberbayern und die Schweiz. Seitdem malte Riefstahl hauptsächlich Motive aus dem Hochgebirge.
Riefstahl bezog 1843 die Berliner Akademie, wo er sich Wilhelm Schirmer anschloss und 1848 die architektonischen Illustrationen zu der Kunstgeschichte von Franz Theodor Kugler zeichnete.
1869 ging er nach Rom und wurde dann als Professor an die Kunstschule in Karlsruhe berufen; dieses Amt legte er aber schon 1873 nieder. Er nahm jedoch, nachdem er eine Zeit in Rom verbracht hatte, 1875 die Stelle des Direktors an derselben Anstalt an, die er aber 1877 wieder aufgab, um später nach München überzusiedeln.
Wilhelm Riefstahl war mit der Pianistin Christiane Riefstahl verheiratet, einer Tochter des Neustrelitzer Lehrers an der Höheren Töchterschule, Chorleiters und Komponisten Heinrich Riefstahl (1814–1850).

## Werke (Auswahl)

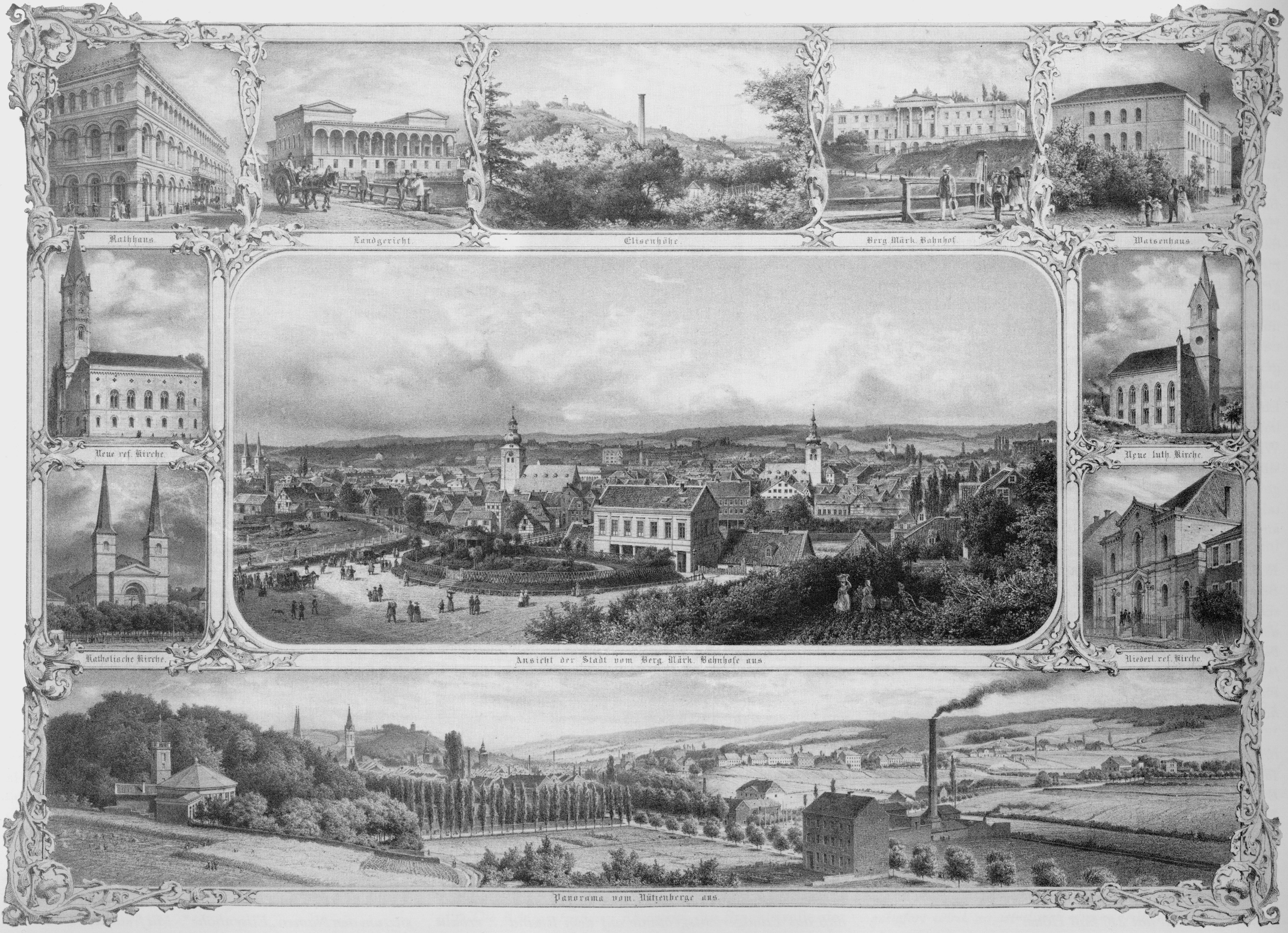
Elberfeld um 1855, Lithographie

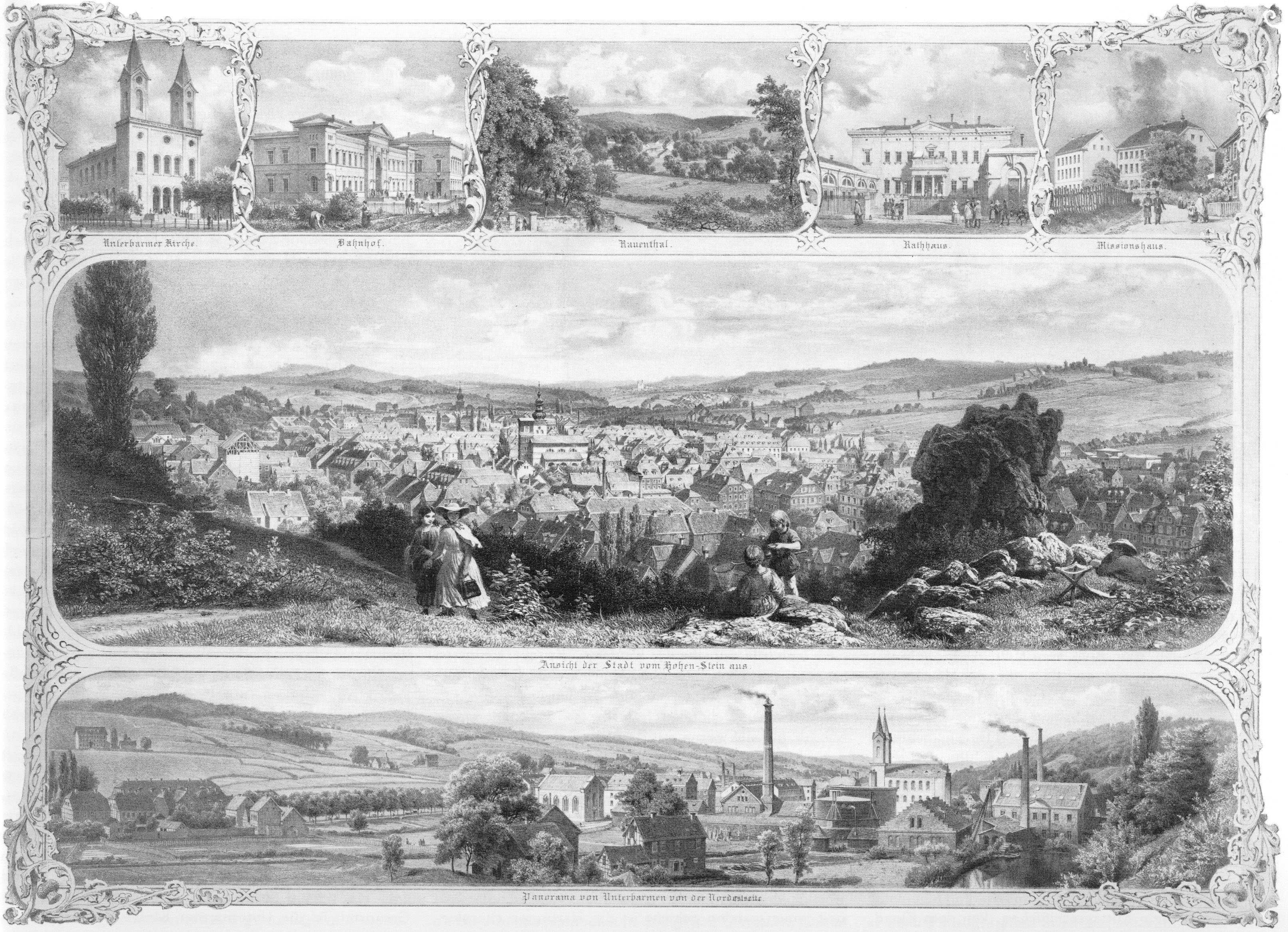
Barmen um 1856 (vom Hohenstein), Lithographie

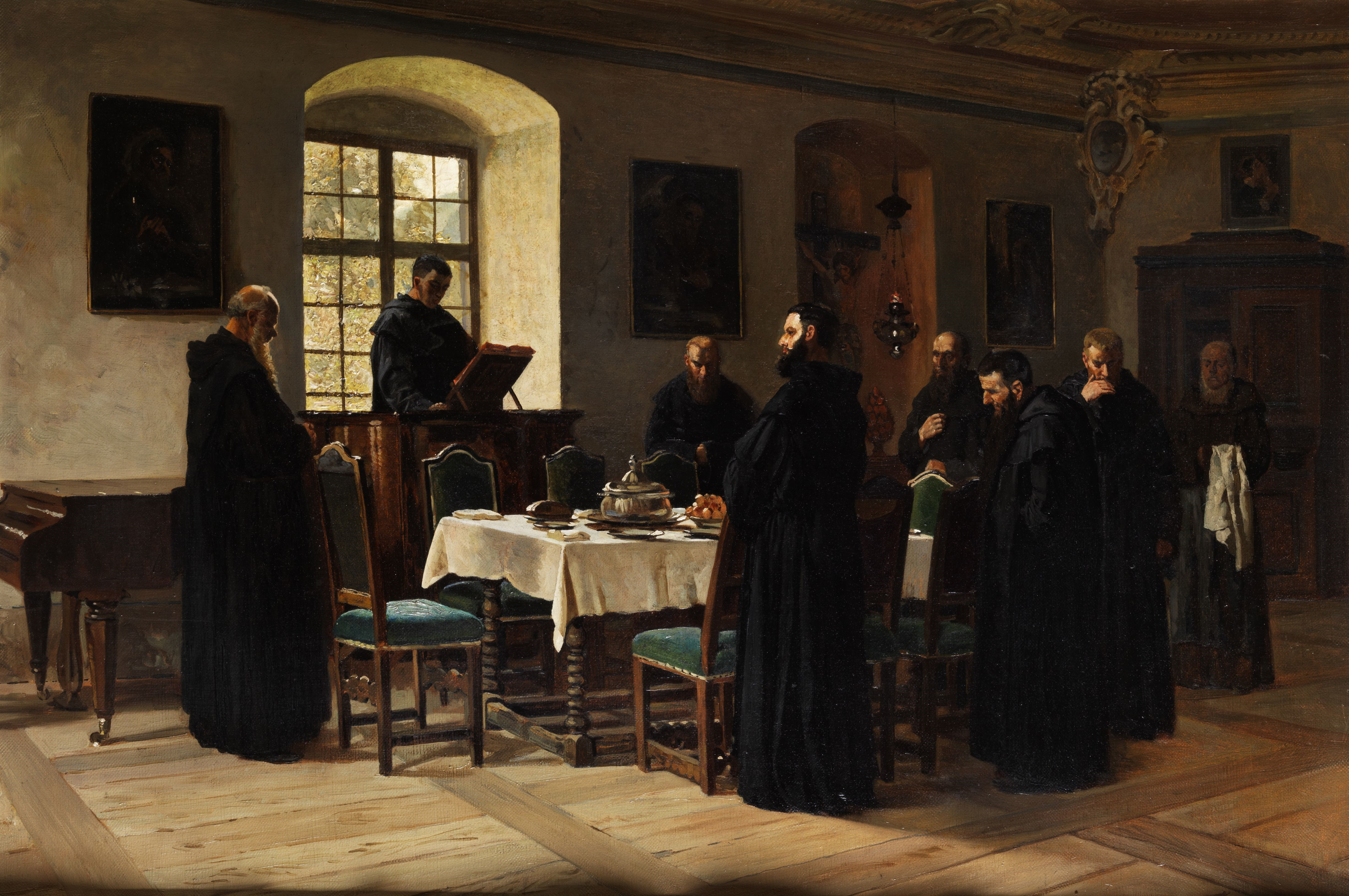
Refektorium eines schwäbischen Klosters, 1873

Seine künstlerische Eigentümlichkeit liegt vornehmlich in der Verbindung von Landschaft mit Figuren oder von architektonischen Hintergründen und Interieurs mit Figuren. Von seinen Bildern sind hervorzuheben:
- Kapuzinerprozession
- Brautzug im Passeierthal
- Feldandacht Passeirer Hirten, 1864 (Berlin, Alte Nationalgalerie)
- Allerseelentag in Bregenz, 1869
- Rückkehr von der Taiise
- Leichenbegängnis aus der Meglisalp, 1873
- Refektorium eines schwäbischen Klosters, 1873
- Trauerversammlung vor einer Kapelle im Appenzeller Gebirge, 1873
- Leichenzug vor dem Panthéon (Dresden)
- Forum Romanum, 1879
- Segnung der Alpen, 1881
- Das anatomische Theater zu Bologna, 1883
- Glaubensboten in den Rätischen Alpen, 1884

### Illustrationen (Auswahl)
- In: Album deutscher Kunst und Dichtung. Mit Holzschnitten nach Originalzeichnungen der Künstler, ausgeführt von R. Brend’amour. Hrsg.: Friedrich Bodenstedt. Grote, Berlin 1867. (Digitalisat der Universitäts- und Landesbibliothek Düsseldorf)

## Ehrungen und Auszeichnungen
Er besaß die Große Goldene Medaille der Großen Berliner Kunstausstellung und war Mitglied der Berliner Akademie.
In Karlsruhe ist eine Straße und in Neustrelitz ein Platz nach ihm benannt.